# Gladsaxe SF
Gladsaxe SF ist ein 1959 gegründeter dänischer Eishockeyklub aus der Gladsaxe Kommune. Die Mannschaft spielt in der 1. Division. Die Mannschaft trägt ihre Heimspiele in der 2.000 Zuschauer fassenden Gladsaxe Skøjtehal aus.

## Geschichte
Der Gladsaxe SF wurde 1959 gegründet. In der Saison 1962/63 nahm der Verein erstmals an der höchsten dänischen Eishockeyspielklasse teil. Bis Ende der 1970er Jahre war die erste Mannschaft von Gladsaxe SF ein fester Bestandteil in Dänemarks Elitespielklasse und konnte in den Jahren 1967, 1968, 1971, 1974 und 1975 jeweils den nationalen Meistertitel gewinnen. Im Anschluss an den ersten und den letzten Titelgewinn nahm der Klub jeweils am Eishockey-Europapokal teil, in dem er in der Saison 1967/68 dem norwegischen Klub Vålerenga IF Oslo mit 1:12 und 1:15 unterlag; in der ersten Runde des Wettbewerbs 1975/76 verlor der Klub ebenso deutlich mit 2:7 und 0:12 dem norwegischen Konkurrenten Frisk Asker. Nach dem Abstieg in der Saison 1977/78 spielte Gladsaxe nur noch vereinzelt in der höchsten dänischen Spielklasse, zuletzt in der Saison 1999/2000.
In der Saison 2011/12 spielen die Gladsaxe Bears, wie die Seniorenmannschaft des Vereins heißt, in der zweitklassigen 1. Division.

## Europapokalspiele
| Wettbewerb                    | Runde    | Gegner            | 1. Spiel | 2. Spiel |  |
| ----------------------------- | -------- | ----------------- | -------- | -------- |  |
|                               |          |                   |          |          |  |
| Eishockey-Europapokal 1967/68 | 1. Runde | Vålerenga IF Oslo | 1:12     | 1:15     |  |
|                               |          |                   |          |          |  |
| Eishockey-Europapokal 1975/76 | 1. Runde | IF Frisk Asker    | 2:7      | 0:12     |  |